# شوتسباخ
شوتسباخ (به آلمانی: Schutzbach) یک شهر در آلمان است که در راینلاند-فالتس واقع شده‌است.

## خصوصیات
شوتسباخ ۴۱۲ نفر جمعیت دارد.